# 南海2300系電車
南海2300系電車（なんかい2300けいでんしゃ）は、2004年（平成16年）に登場した南海電気鉄道の一般車両（通勤形車両）で、山岳直通車両「ズームカー」の一系列である。
本項では、難波方先頭車の車両番号+F（Formation=編成の略）を編成名として表記する。

## 概要
1995年（平成7年）、高野線の御幸辻駅 - 橋本駅間が複線化されると、20 m車を使用した長編成列車が橋本駅に乗り入れるようになり、通勤通学路線である当駅以北の区間において混雑緩和に大きく貢献していた。他方、当駅以南の山岳区間では輸送人員の減少に歯止めが掛からず、高野山への参詣輸送や学校団体輸送も下火になっていたため、従来の2000系による4両ツーマン運転では輸送力（車両保有コスト）や運行コストが過剰となっていた。
それまでの高野線は、難波駅 - 極楽橋駅間を直通する「大運転」という伝統的な運行形態を堅持していたが、輸送人員が長期減少期に転じる中で、輸送実態に見合った運行形態への抜本的な見直しを迫られるようになったため、2005年（平成17年）を目処に大運転を縮小し、運行系統を橋本駅で2つに分割する方針が固まった。橋本駅以北は20 m車を中心に急行を運転、高野山方面へは橋本駅で乗り換え、橋本駅以南は輸送力を適正化した2両編成の新型17 m車でワンマン運転を行うことになった。本系列は後者の専用車両として設計され、2004年（平成16年）から2005年（平成17年）にかけて4編成8両が製造された。設計コンセプトは「人と環境に優しい車両」である。
なお、車両設計中に高野山が世界遺産に登録されることが決まったため、観光アクセスを担う車両であることを従来より明確に打ち出したデザインとなり、外観や接客設備を中心に2000系とは大きく異なる仕様となった。

## 車両概説

### 車体
基本構造は2000系に準じているが、カラーデザインが従来から大きく変更された。高野山の名所である根本大塔に因み、前頭部を赤一色（貫通扉部の窓周辺のみステンレス無塗装）に塗装、側面には赤色のグラデーション模様のフィルムを窓の上下に貼り付けている。各編成には花の愛称（さくら・はなみずき・しゃくなげ・コスモス）が付けられており、側面腰板のフィルム上にそれぞれの花のデザインをあしらっている。
扉間の側窓は沿線の眺望を楽しめるよう、縦1 m・横1.84 mの大型一枚窓（従来より下方に100 mm拡大）、車端部は換気に必要な開口部を確保するため、開閉可能な一段下降式窓となった。扉間の大型一枚窓はUVカットガラスで、カーテンはフリーストップ可能なワイヤー式を採用している。
前面の灯具類は、照射範囲を拡大するため前照灯を貫通扉上部に移設、標識灯兼用の尾灯は2000系と同一のライトケースに収めながら配置を前面内側に変更、外側はシールドビームのコーナー灯として急曲線での前方視認性の向上に対応している。また正面ガラスと貫通扉の窓ガラスは、夏季の乗務員室の冷房効果向上と省コストを図るため、2000系より縦寸法を縮小している。なお2019年（令和元年）以降、前照灯がLEDに換装されている。

### 客室

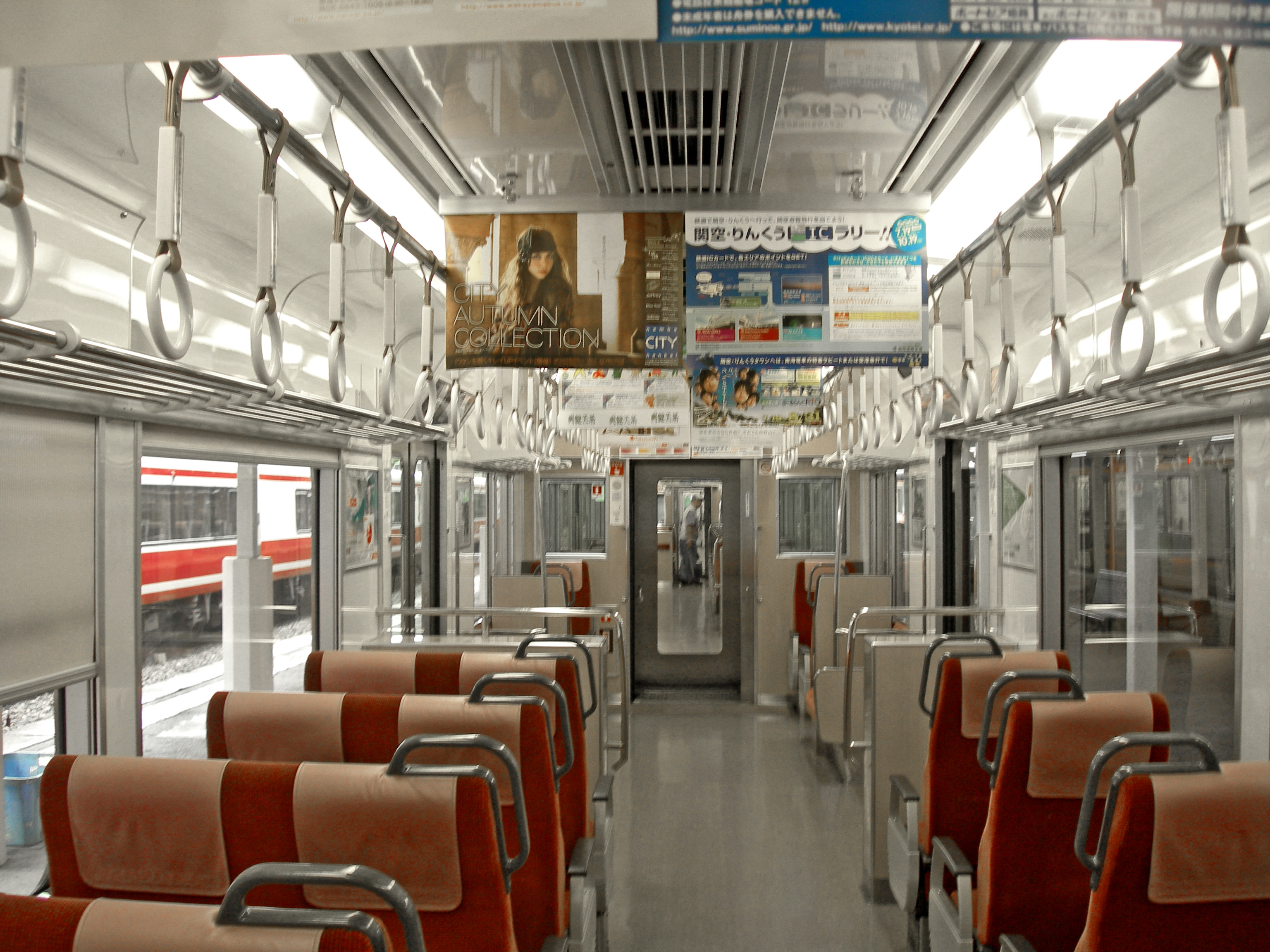
車内

座席は、扉間に2+1列の転換クロスシート、乗務員室後方に2+2列の転換クロスシート、車端部にロングシートと1列+1列のボックスシートの組み合わせをそれぞれ配置している。転換クロスシートの採用は21000系以来で、扉間は車椅子利用者が通行可能な通路幅を確保している。転換クロスシートのピッチは900 mmで、座席下に吊り下げヒーター（一部は温風暖房器）を搭載、脚台は蹴込板のない片持ち式として足元空間を広くとった構造である。座席モケットは茶色系、ヘッドカバーはサーモンピンク色となった。
側引戸は内張りをステンレス無塗装とし、上部にはLEDスクロール式の車内案内表示器を設けている。またバリアフリー対応として、扉開閉時のドアチャイム・扉開閉警告表示灯・開扉誘導鈴を設置している。いずれも1000系6次車で採用されたものであるが、扉開閉警告表示灯は取付け位置を鴨居下部に変更し、赤色LEDの点滅を車外からも視認できるようにしている。
車端部の仕切り化粧板は木目調を採用し、座席とともに暖かみの感じられる内装としている。連結部の貫通扉は新たに幅広型（800 mm）を採用し、手前にはスロープを設置して通行しやすくしている。
車椅子スペースはワンマン運転を考慮して、乗務員室側の出入口付近に各車1箇所設けている。なお、本系列では座席配置の変更に伴い座席定員が少なくなったため、車椅子スペースに2人掛の折畳式座席を設置して座席定員の減少を軽減している。
冷房装置は、1両あたり2基搭載するセミ集中式を採用し、冷媒にはオゾン層破壊に影響のない代替フロンを使用している。冷凍能力は1基あたり20,000 kcal/hである。
このほかワンマン運転を行うことから自動放送装置を搭載し、英語放送にも対応している。

### 主要機器
制御方式はIGBT素子による東洋電機製造製VVVFインバータ制御（1C2M方式・台車単位制御）を採用し、編成分のインバータ4群を全て一体箱に納め、Mc1車（モハ2301形）床下にまとめて搭載する。ベクトル制御により高精度トルク制御を行うもので、インバータ出力電圧・電流からの推定加速度により空転・滑走検知を高速化している。故障等によるインバータ解放時は、限流値増機能によるバックアップを行う。力行4ノッチ、抑速ブレーキ制御は山岳区間走行対応として5ノッチまで装備し、既存の2000系と運転扱いを合わせている。
主電動機は東洋電機製造製のかご形三相誘導電動機 TDK6312-A形 で、2000系の TDK6310-A形 と互換性を有する改良品である。フレーム外形を縮小し小型軽量化されているほか、内部への塵埃侵入量を低減できる構造とすることで保守の省力化も図られている。
集電装置は、PT7144-B形 シングルアーム式パンタグラフを各車に1基搭載する。
補助電源装置はIGBT素子を使用したダイレクト変換2レベル静止形インバータ（SIV）で、インバータ装置とトランス・リアクトルを一体化させたものをMc2車（モハ2351形）床下に搭載する。内部には2群のインバータを搭載し、これらを並列同期運転させるシステムを採用した。このため従来の1群故障時の受給電装置が不要となっている。パワーユニットは制御装置と互換性を持たせ、予備品の共通化を図っている。
台車は2000系と同等の緩衝ゴム式 FS-541B形 を装備する。
ブレーキ装置は2000系との併結を可能にするため、回生ブレーキ併用の電磁直通ブレーキである。制御装置が台車ごとに主電動機制御を行うため、回生ブレーキ中の電空ブレンディングを行うブレーキ装置も台車単位での制御となった。
空気圧縮機は、廃車発生品の直流駆動 C1000-PR形 を各車に1機搭載する。編成内2機設置により冗長性を確保している。
2005年（平成17年）10月のワンマン運転開始に合わせて、同年9月までにワンマン化改造が施工されている。ワンマン運転・ツーマン運転の両方に対応するためワン・ツーマン切換スイッチを新設したほか、車内空調効率を向上させるため2 - 4扉切換機能が追加された。

## 運用
2005年（平成17年）3月19日・20日に一般試乗会が行われたのち、同年3月31日より営業運転を開始した。なお、2304F「コスモス」は2005年（平成17年）度予算枠内での導入となったため落成が遅れ、4月22日導入となった。
当初は本系列を2本併結した4両編成で運転され、橋本駅以北では2000系を2両または4両増結し、大運転列車として難波駅へも頻繁に乗り入れていた。しかし、同年10月16日のダイヤ改正から橋本駅以南で2両ワンマン運行を開始し、山岳区間内での運用が中心となったため、難波駅乗り入れは平日の極楽橋駅9:10発→難波駅10:46着（急行）と難波駅11:00発→極楽橋駅12:40着（快速急行）の1往復のみとなった。この運用も2008年（平成20年）11月1日のダイヤ改正で車種が変更となり、本系列の難波駅乗り入れは定期運用から完全に消滅した。これにより本系列の運用は山岳区間のみとなり、僅かに残る大運転列車に使用される車両は再び2000系に統一された。また、かつては観光列車「天空」にも自由席車として併結されていたが、現在は併結相手を2000系とすることが通例となっているため、本系列が「天空」に充当されることも基本的にはない。なお、多客期には本系列や2000系2両を増結した4両編成で運転される場合があり、その際は必ずツーマン運転となる。
橋本駅以南の区間は「こうや花鉄道」の愛称を持ち、また高野下駅以南は全国登山鉄道‰会に加盟する急勾配区間であるため、同区間のみを走行する本系列はこれらを宣伝するためのヘッドマークを掲出する機会が多い。
本系列の2両運転開始により2000系の山岳区間運用が減少した。また急行運用も20 m車に置き換えられたため、2000系は24両が余剰となり、この結果高野線の17 m車は保有車両数が16両減となった。

## 編成表
| ← 難波極楽橋 → | ← 難波極楽橋 →       | ← 難波極楽橋 →       | ← 難波極楽橋 → | ← 難波極楽橋 → | ← 難波極楽橋 → | ← 難波極楽橋 → |
| -------------- | -------------------- | -------------------- | -------------- | -------------- | -------------- | -------------- |
| 形式           | ＞ モハ 2301 （Mc1） | ＞ モハ 2351 （Mc2） | 愛称           | 竣工           | 営業運転開始   | 備考           |
| 搭載機器       | CONT CP              | SIV CP               | 愛称           | 竣工           | 営業運転開始   | 備考           |
| 車両番号       | 2301                 | 2351                 | さくら         | 2005/03/07     | 2005/04/13     |                |
| 車両番号       | 2302                 | 2352                 | はなみずき     | 2005/03/07     | 2005/03/31     |                |
| 車両番号       | 2303                 | 2353                 | しゃくなげ     | 2005/03/07     | 2005/03/31     |                |
| 車両番号       | 2304                 | 2354                 | コスモス       | 2005/04/22     | 2005/04/22     |                |

凡例
- CONT：制御装置
- SIV：静止形インバータ
- CP：空気圧縮機